# Recoletos (Madrid)
Recoletos es uno de los seis barrios en los que se divide el distrito de Salamanca de la ciudad de Madrid. En este barrio se encuentran edificios con una gran importancia, como la Biblioteca Nacional, el Museo Arqueológico Nacional o la iglesia de San Manuel y San Benito. También es una importante zona comercial de artículos de lujo, concretamente en la calle de Serrano.

## Límites
El barrio de Recoletos se encuentra limitado por la calle Don Ramón de la Cruz por el norte, Príncipe de Vergara y Menéndez Pelayo por el este, Paseo de la Castellana y Paseo de Recoletos por el por el oeste y la calle Álcala por el sur.

## Transportes

### Cercanías Madrid
La única estación de Cercanías Madrid que da servicio al barrio es la estación de Recoletos (C-2, C-7, C-8 y C-10) que está situada bajo el Paseo de Recoletos, en el límite oeste del barrio.

### Metro de Madrid
El barrio dispone de la línea 4 de Metro, que da servicio al eje de la calle Goya con las paradas de Colón, Serrano y Velázquez, así como de la línea 2, con parada en Banco de España y Retiro.

### Autobuses
Las siguientes líneas de autobuses pasan por el barrio de Recoletos:
| Línea             | Terminales                                     |
| ----------------- | ---------------------------------------------- |
| 1                 | Cristo Rey – Prosperidad                       |
| 2                 | Manuel Becerra – Reina Victoria                |
| 5                 | Sol / Sevilla – Estación de Chamartín          |
| 9                 | Sevilla – Hortaleza                            |
| 14                | Conde de Casal – Pío XII                       |
| 15                | Sol / Sevilla – La Elipa                       |
| 19                | Plaza de Cataluña – Legazpi                    |
| 20                | Sol / Sevilla – Pavones                        |
| 21                | Pº Pintor Rosales – Bº El Salvador             |
| 27                | Embajadores – Plaza de Castilla                |
| 28                | Puerta de Alcalá – Bº Canillejas               |
| 29                | Felipe II – Manoteras                          |
| 45                | Legazpi – Reina Victoria                       |
| 51                | Sol / Sevilla – Plaza Perú                     |
| 52                | Sevilla – Santamarca                           |
| 53                | Sol / Sevilla – Arturo Soria                   |
| 74                | Pº Pintor Rosales – Parque de las Avenidas     |
| 146               | Callao – Los Molinos                           |
| 150               | Sol / Sevilla – Virgen del Cortijo             |
| N1                | Cibeles – Sanchinarro                          |
| N2                | Cibeles – Valdebebas                           |
| N3                | Cibeles – Feria de Madrid                      |
| N4                | Cibeles – Barajas                              |
| N5                | Cibeles – Colonia Fin de Semana                |
| N6                | Cibeles – El Cañaveral                         |
| N7                | Cibeles – Valderrivas                          |
| N8                | Cibeles – Pavones                              |
| N9                | Cibeles – Ensanche de Vallecas                 |
| N10               | Cibeles – Palomeras                            |
| N11               | Cibeles – Madrid Sur                           |
| N12               | Cibeles – Butarque                             |
| N13               | Cibeles – Colonia San Cristóbal de los Ángeles |
| N14               | Cibeles – Villaverde Alto                      |
| N15               | Cibeles – Hospital 12 de Octubre               |
| N16               | Cibeles – Avenida de la Peseta                 |
| N17               | Cibeles – Carabanchel Alto                     |
| N18               | Cibeles – Las Águilas                          |
| N19               | Cibeles – Colonia San Ignacio de Loyola        |
| N20               | Cibeles – Pitis                                |
| N21               | Cibeles – Arroyo del Fresno                    |
| N22               | Cibeles – Barrio de La Paz                     |
| N23               | Cibeles – Montecarmelo                         |
| N24               | Cibeles – Las Tablas                           |
| N25               | Alonso Martínez – Villa de Vallecas            |
| N26               | Alonso Martínez – Aluche                       |
| Exprés Aeropuerto | Atocha – Aeropuerto                            |
| Exprés Aeropuerto | Cibeles – Aeropuerto                           |